# Andrew Chambliss
Andrew Chambliss (Estados Unidos, 25 de agosto de 1981), é um escritor e produtor de televisão norte-americano. 
Ele é conhecido por trabalhar em séries como Dollhouse, The Vampire Diaries e foi produtor executivo de Once Upon a Time. Ele é atualmente o produtor executivo e showrunner de Fear the Walking Dead ao lado de Ian B. Goldberg.

## Carreira
Chambliss começou sua carreira trabalhando como assistente dos produtores executivos em Crossing Jordan e Heroes, depois disso ele trabalhou como editor de história no remake de 2007 de curta duração de The Bionic Woman.
Em 2009, ele se juntou à equipe de roteiristas da série filosófica de ficção científica de Joss Whedon, Dollhouse. Seu primeiro roteiro foi o nono episódio da primeira temporada, "A Spy in the House of Love". Ele continuou a trabalhar na série como escritor e editor de histórias durante a segunda temporada, para a qual escreveu quatro episódios, incluindo o final da série.
Após o cancelamento de Dollhouse, ele escreveu um episódio de Spartacus: Blood and Sand da Starz, antes de se juntar à equipe de The Vampire Diaries da The CW.
Chambliss é o principal escritor da nona temporada de Buffy the Vampire Slayer. Ele disse em uma entrevista ao Hero Complex, "'Buffy' é uma grande parte do que me fez querer me tornar um escritor, especialmente na televisão".
No verão de 2011, Chambliss juntou-se à série de fantasia da ABC, Once Upon a Time, como escritor e co-produtor.